# Coupe du monde de parapente 2006
La Coupe du monde de parapente 2006 est la quinzième édition de la coupe du monde de parapente. Elle se tient dans cinq pays différents sur une durée de 7 mois.

## Organisation
La compétition prend place sur cinq sites différents entre mars 2006 et novembre 2006 : à Castelo (Brésil), du 18 au 25 mars, à Seeboden (Autriche) du 20 au 27 mai, à Fiesch (Suisse) du 5 au 12 août, à Kobarid (Slovénie) du 2 au 9 septembre et à Saint-Leu (île de La Réunion, France) du 4 au 11 novembre.

## Résultats
Voici les résultats de la Coupe du monde masculine et féminine de parapente 2006.
| Lieu                 | Lieu | Première place                                         | Deuxième place                               | Troisième place                                |
| Castelo (Brésil)     | :    | Chrigel Maurer (SUI) Ewa Wisnierska Cieslewicz (GER)   | Tomas Brauner (CZE) Karin Appenzeller (SUI)  | Martin Orlik (CZE) Noriko Mizunuma (JPN)       |
| Seeboden (Autriche)  | :    | Gregory Blondeau (FRA) Ewa Wisnierska Cieslewicz (GER) | Kaoru Ogisawa (JPN) Karin Appenzeller (SUI)  | Martin Orlik (CZE) Eliane Ueltschi (SUI)       |
| Fiesch (Suisse)      | :    | Christian Tamegger (AUT) Marina Olexina (RUS)          | Marina Olexina (RUS) Klaudia Bulgakow (POL)  | Martin Pacejka (CZE) Eliane Ueltschi (SUI)     |
| Kobarid (Slovénie)   | :    | Chrigel Maurer (SUI) Renata Kuhnova (CZE)              | Denis Cortella (FRA) Karin Appenzeller (SUI) | Tomas Brauner (CZE) Marina Olexina (RUS)       |
| St. Leu (La Réunion) | :    | Chrigel Maurer (SUI) Petra Krausova (CZE)              | Bruno Arnold (SUI) Anja Kroll (SUI)          | Gregory Blondeau (FRA) Karin Appenzeller (SUI) |
| Total :              |      | Chrigel Maurer (SUI) Karin Appenzeller (SUI)           | Gregory Blondeau (FRA) Petra Krausova (CZE)  | Tomas Brauner (CZE) Anja Kroll (SUI)           |

La Coupe du monde de parapente par équipes est reportée par Mac Para.